# Terrier australiano
O terrier australiano[Nota] (em inglês:  Australian Terrier) é a primeira raça oriunda da Austrália a ser reconhecida por outros países. Embora conhecida em sua terra natal desde 1899, foi reconhecida pela Inglaterra apenas em 1936. Usados nas fazendas australianas desde o século XIX, estes cães são hoje vistos em todas as nações anglófonas. Descendente dos cruzamentos entre várias raças britânicas, assemelha-se aos cairn terriers, yorkshire terriers e skye terriers. Considerado um eficiente cão de guarda, enfrenta até mesmo cobras. Seu adestramento, classificado como difícil, é eficaz quando aplicado desde filhote, para torná-lo um bom companheiro. Fisicamente é visto como um animal robusto, tem o corpo longo se comparado a sua altura, pode atingir os 6 kg e tem duas variações de cores na pelagem entre azul e castanho, e areia.